# Real Sociedad de Fútbol "C"
La Real Sociedad de Fútbol "C" es un club de fútbol de España, es el segundo filial de la Real Sociedad, de la ciudad de San Sebastián en la provincia de Guipúzcoa (País Vasco). Fue fundado en 1998 y actualmente juega en el Grupo 4 de la Tercera Federación.

## Historia
El Berio Futbol Taldea (su traducción al castellano es Club de Fútbol Beriyo) es un joven club de fútbol de la ciudad de San Sebastián. El Berio (se pronuncia Beriyo) fue fundado en 1998 y tomó su nombre del barrio en donde se encuentra el campo de fútbol donde juega desde sus orígenes.
En su corta historia y entrenado por el exfutbolista profesional Juan Antonio Larrañaga, fue capaz de ascender en 2004 hasta la Tercera división española, en la que se mantuvo una temporada en categoría nacional, para descender nuevamente. Actualmente juega en el Grupo IV de Tercera División.
En 2016 se integraron en la Real Sociedad.

## Datos del club
- Temporadas en 1ª: 0
- Temporadas en 2ª: 0
- Temporadas en 1ª Fed: 0
- Temporadas en 2ª Fed: 3
- Temporadas en 2ªB: 0
- Temporadas en 3ª Fed: 1
- Temporadas en 3ª: 5
- Mejor puesto en la liga: 3º (Segunda Federación, Grupo II, temporada 2021-22)

### Historial del club
- 1998-2004: Categorías regionales (Federación Guipúzcoana).
- 2004-2005: 3ª División.
- 2005-2014: Categorías regionales (Federación Guipúzcoana).
- 2014-2021: 3ª División.
- 2021-2025: Segunda Federación.
- 2025- act Tercera Federación